# Władysław Czarnecki (architekt)

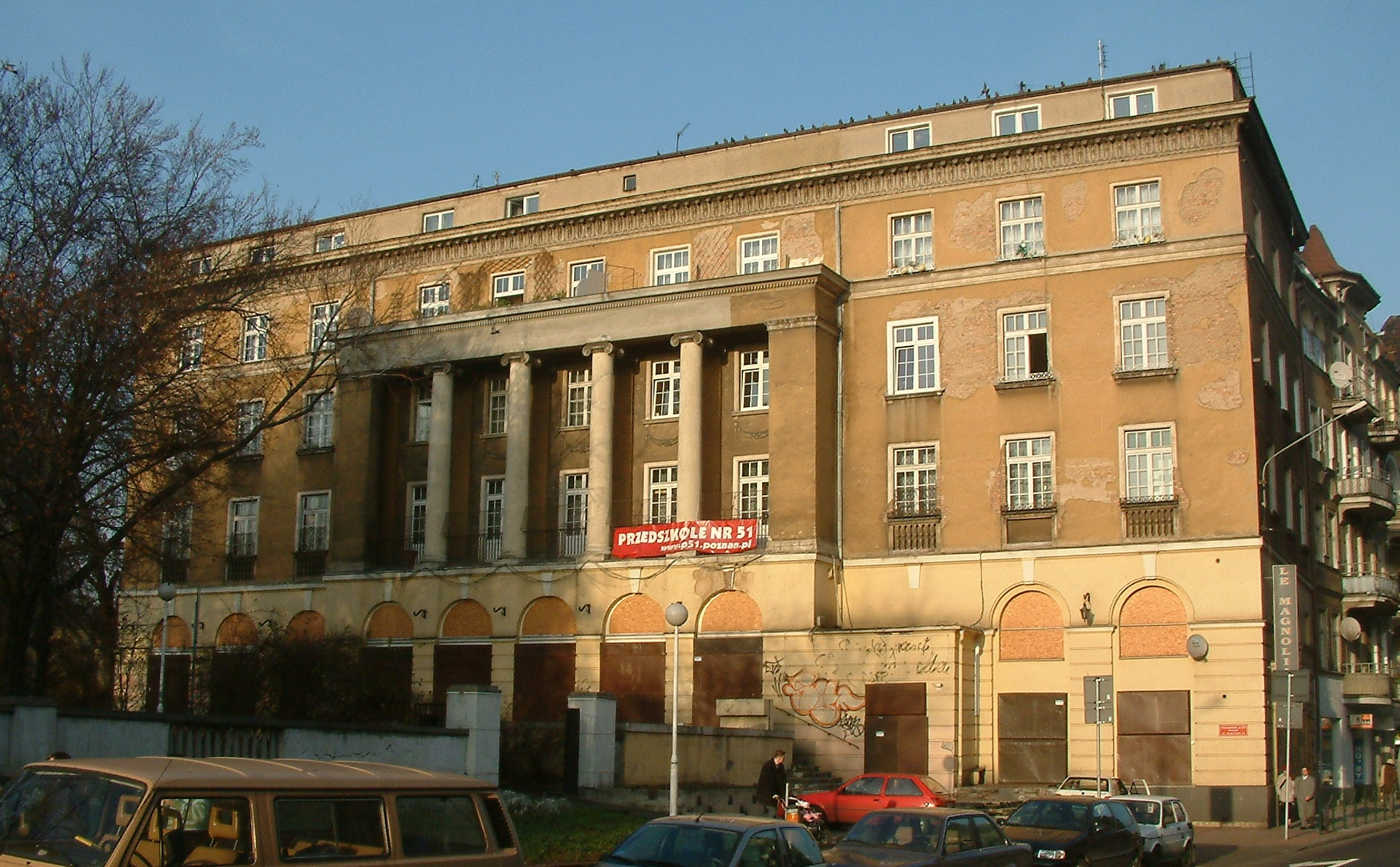
Budynek Magnolii przy ulicy Głogowskiej, elewacją zwrócony w stronę parku Wilsona, zaprojektowany przez Władysława Czarneckiego (z późn. zmianami)

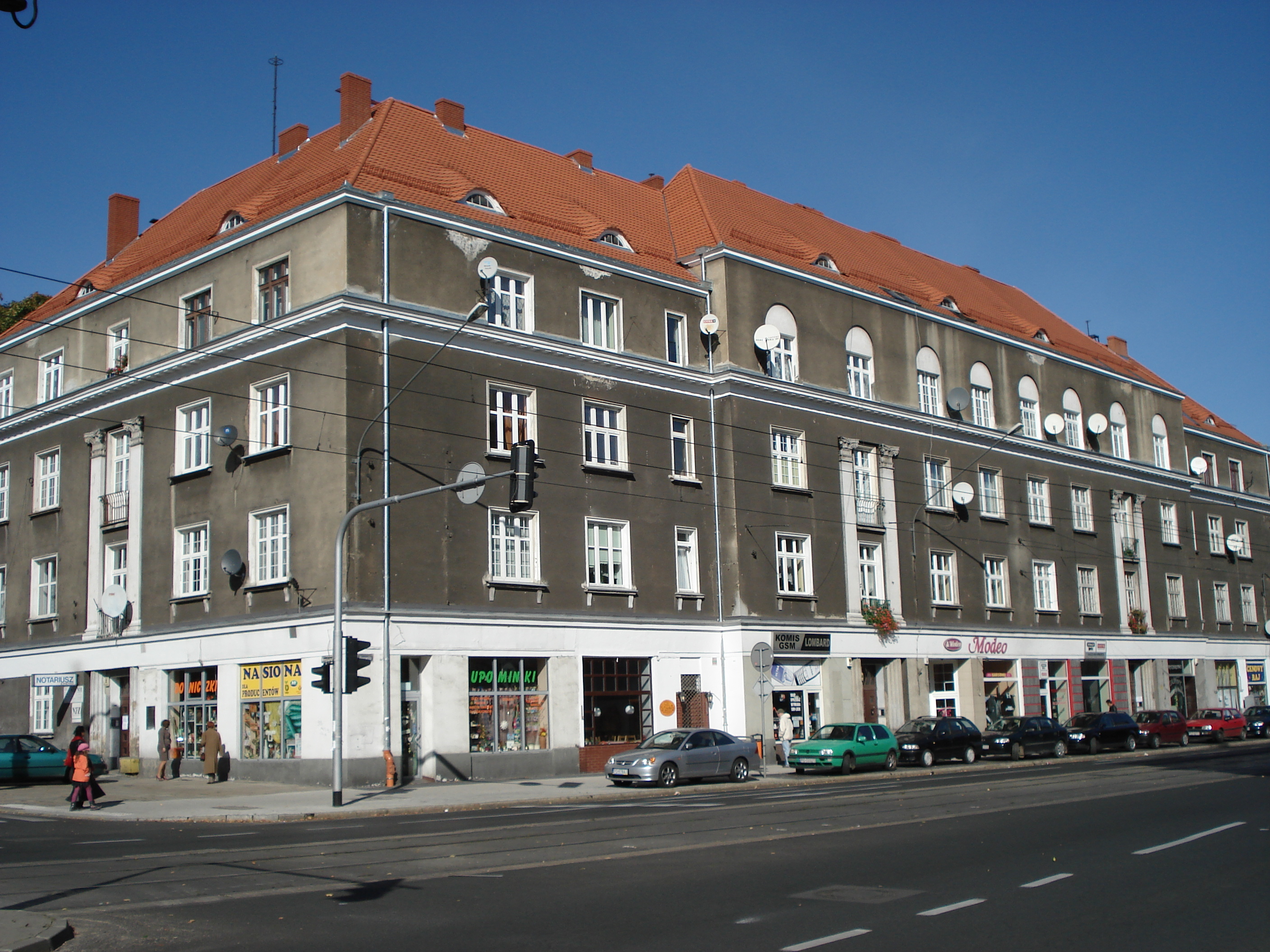
Kamienica przy ul. Głogowskiej 48/50, z lat 1927–1928

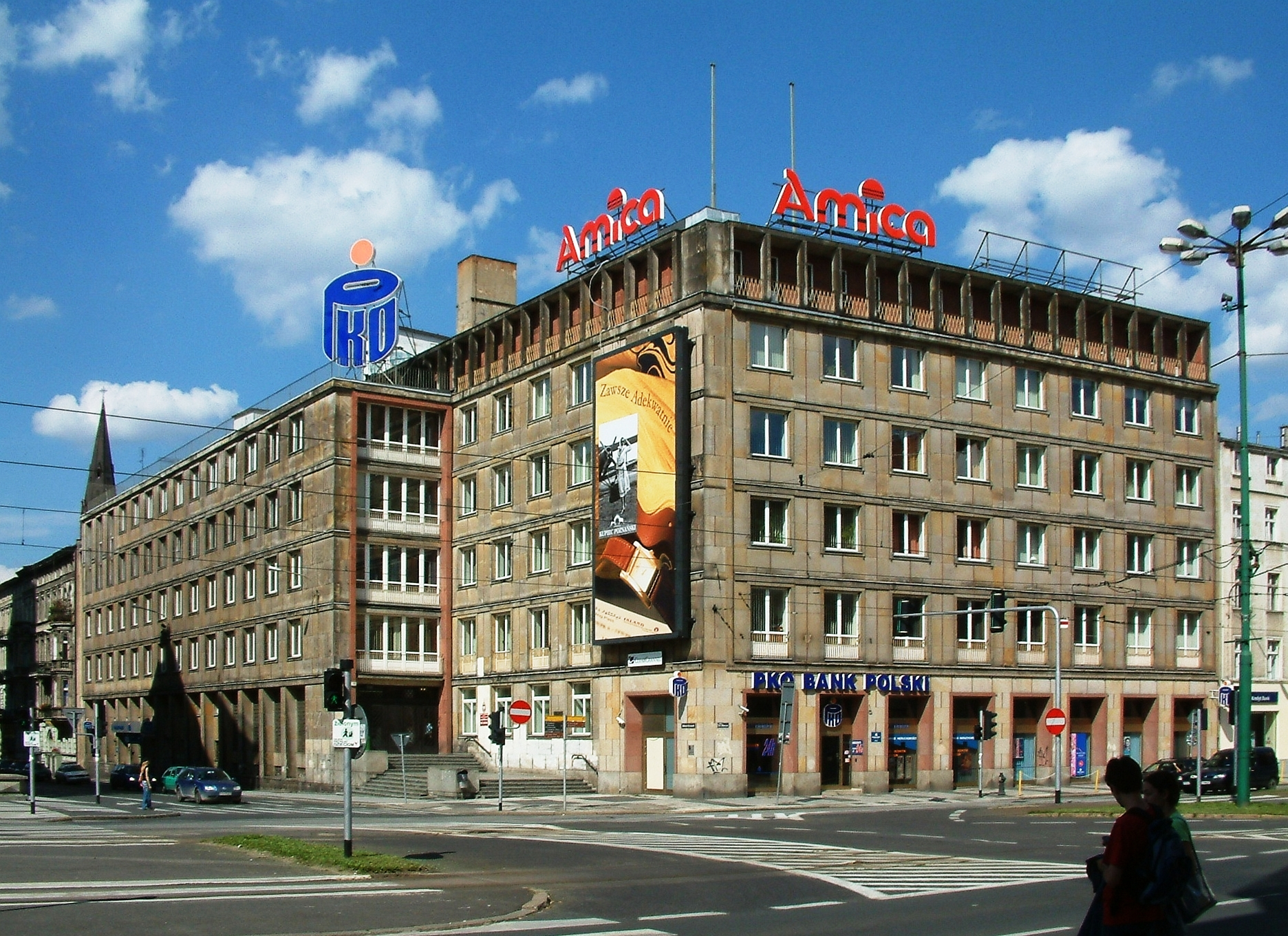
Collegium Martineum – dawny gmach Komitetu Wojewódzkiego PZPR, z lat 1949–1950

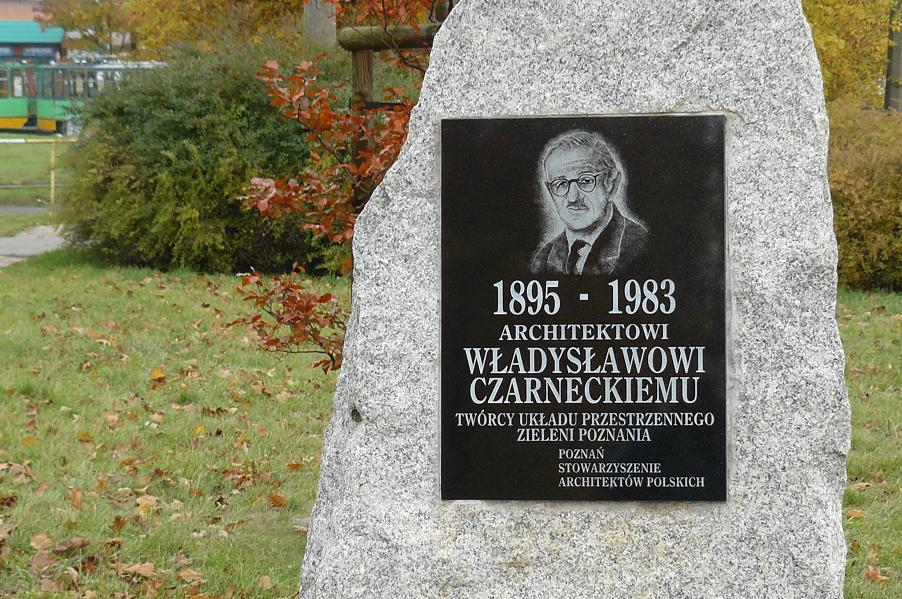
Tablica ku czci Władysława Czarneckiego w parku jego imienia na Winogradach w Poznaniu

Władysław Czarnecki (ur. 11 czerwca 1895 we Lwowie, zm. 18 lutego 1983 w Pniewach) – polski architekt, profesor Politechniki Poznańskiej. Twórca układu przestrzennego zieleni Poznania.

## Życiorys

### Lwów
Syn kupca Włodzimierza i Zofii z Wagnerów. Do gimnazjum uczęszczał we Lwowie. W 1912 zdał maturę i rozpoczął studia na Wydziale Architektury Politechniki Lwowskiej. Studia przerwała mu pierwsza wojna światowa. Jako żołnierz austriacki dostał się w roku 1916 do niewoli rosyjskiej. Od 3 lipca 1918 służył w 5 Dywizji Strzelców Polskich na Syberii. W 1921 wrócił do kraju i do następnego roku pełnił służbę w Wojsku Polskim.
W 1923 ukończył studia i uzyskał dyplom wyróżniony nagrodą państwową. Pierwsza pracę Czarnecki podjął we Lwowie w biurze architektoniczno-inżynierskim „Tries”. W tym czasie poznał swoją przyszłą żonę Janinę Wiśniowską, również architekta. Ślub odbył się 25 kwietnia 1925. We wrześniu wziął udział w konkursie na architekta miejskiego w Poznaniu.
8 stycznia 1924 został zatwierdzony w stopniu porucznika ze starszeństwem z 1 czerwca 1919 i 132. lokatą w korpusie oficerów saperów i inżynierii rezerwy. Posiadał wówczas przydział w rezerwie do 6 Pułku Saperów w Przemyślu.

### Poznań
Po wygraniu konkursu, przeniósł się z żoną do Poznania. 1 października rozpoczął pracę w Wydziale Budownictwa Naziemnego. Jego pierwszym, zrealizowanym w Poznaniu projektem był Miejski Ośrodek Zdrowia przy ul. Słowackiego. Z następnych projektów należy wymienić budynek przy ulicy Głogowskiej, elewacją zwrócony w stronę parku Wilsona, oraz budynek na rogu ul. Głogowskiej i ul. Berwińskiego. Lata 1927–1930 były czasem przygotowań do Powszechnej Wystawy Krajowej.
17 kwietnia 1931 objął kierownictwo Wydziału Rozbudowy Miasta w miejsce Sylwestra Pajzderskiego. Pod jego kierownictwem wydział opracował pierwszy ogólny plan rozbudowy miasta. Plan określał kierunki rozwoju, dbając o jego harmonijny rozwój. Uwzględniał system komunikacji, system dzielnicowych ośrodków społeczno-handlowych oraz system zieleni. Plan układu zieleni (nazwany układem klinowo-pierścieniowym, patrz Kliny zieleni w Poznaniu) spotkał się z aprobatą profesora Adama Wodziczki i był przez niego gorąco popierany.

### II wojna światowa
W 1934, jako oficer rezerwy pozostawał w ewidencji Powiatowej Komendy Uzupełnień Poznań Miasto. Posiadał przydział w rezerwie do 7 Batalionu Saperów w Poznaniu.
W 1939 walczył w szeregach Armii Poznań. Z końcem września dotarł na Węgry, gdzie był oficerem łącznikowym do spraw przerzutów do Francji. Od 1941 walczył w Samodzielnej Brygadzie Strzelców Karpackich. W 1944 był w Szkocji wykładowcą w Centrum Wyszkolenia Grup Technicznych Armii Polskiej. W latach 1945–1946 prowadził wykłady na Polish School of Architecture przy Uniwersytecie w Liverpoolu, gdzie w 1946 otrzymał nominację na profesora nadzwyczajnego uniwersytetu w Londynie i został członkiem brytyjskiego instytutu planowania miasta. W 1947 wrócił do Poznania.

### Po wojnie
W Poznaniu objął stanowisko naczelnika Wydziału Budownictwa i Architektury w Zarządzie Miasta Poznania, które pełnił do 1950. W tym czasie rozpoczął wykłady w Szkole Inżynierskiej na Wydziale Architektury. Od 1953 poświęcił się wyłącznie pracy naukowo-dydaktycznej. Na Wydziale Architektury Politechniki Wrocławskiej objął kierownictwo Katedry Planowania Miast i Osiedli. W 1954 otrzymał tytuł profesora nadzwyczajnego. W latach 1956–1962 kierował w Poznaniu Wyższym Studium Urbanistyki i Planowania Regionalnego. Z publikacji Władysława Czarneckiego na szczególną uwagę zasługuje praca z dziedziny urbanistyki „Planowanie miast i osiedli”.
Od 1969 przebywał w Pniewach wykonując prace przebudowy i rozbudowy budynków w miejscowym zespole klasztornym.
Zmarł 18 lutego 1983 w Pniewach, gdzie został pochowany na miejscowym cmentarzu. 26 listopada 2011, po wcześniejszym przeniesieniu szczątków doczesnych małżeństwa Czarneckich z Pniew, nastąpiło odsłonięcie pomnika nagrobnego prof. Władysława Czarneckiego i jego małżonki Janiny na cmentarzu Zasłużonych Wielkopolan. Nagrobek powstał z inicjatywy poznańskiego oddziału Stowarzyszenia Architektów Polskich, które to rozpisało konkurs, a następnie sfinansowało jego budowę w ramach obchodów „125-lecia stowarzyszeń architektonicznych w Wielkopolsce”. Autorami nagrobku jest wyłoniony w konkursie zespół: mgr sztuki Emilia Bogucka, mgr sztuki Jarosław Bogucki, mgr inż. arch. Robert Drobnik, dr hab. Wiesław Koronowski prof. UAP, Poznań.

## Ordery i odznaczenia
- Krzyż Niepodległości (9 listopada 1931)[9]
- Krzyż Walecznych
- Medal Pamiątkowy za Wojnę 1918–1921
- Medal Pamiątkowy Wielkiej Wojny (Francja)[3]
- Medal Zwycięstwa („Médaille Interalliée”)

## Realizacje w Poznaniu

### Przedwojenne
- ośrodek zdrowia wraz z łaźnią – ul. Słowackiego (1925),
- restauracja Magnolia – ul. Głogowska (1926),
- budynek mieszkalny – ul. Głogowska (pomiędzy Wyspiańskiego i Berwińskiego, 1927-1928),
- zespół mieszkalny przy ul. Rolnej i Wspólnej (1926),
- wejście do Parku Wilsona i podziemne toalety publiczne (1926),
- główne wejście na Międzynarodowe Targi Poznańskie (obecnie nie istnieje, wraz z Adolfem Berezowskim, 1927),
- osiedle dla tramwajarzy na Jeżycach (1927),
- dworzec PKP Tama Garbarska, niezrealizowany (1927),
- sierociniec przy ul. Szamarzewskiego (obecnie szpital – Wielkopolskie Centrum Chorób Płuc i Gruźlicy, 1927),
- podziemne szalety miejskie na pl. Wiosny Ludów i Rynku Jeżyckim (1928),
- przytulisko dla bezdomnych i 9 baraków rotacyjnych na Zawadach (1928),
- dom mieszkalny dla pracowników Banku Komunalnego (ul. Jarochowskiego róg Niegolewskich, 1928),
- taras wystawowy i wypoczynkowy przed Palmiarnią Poznańską (1928),
- wille: ul. Grunwaldzka (między Reymonta i Iłłakowiczówny, 1928), Osiedle Jana Ostroroga, 1929,
- Dworzec Zachodni w ramach dworca kolejowego Poznań Główny (1929)
- dom własny przy ul. Szelągowskiej – niezachowany (1930),
- schody na Wildzie, łączące Dolną i Górną Wildę, zrealizowane tylko w części (1930),
- łaźnia na Wildzie przy ul. Składowej, niezrealizowana (1930),
- Osiedle Opieki Społecznej na Naramowicach (1933, inicjator),
- Zakład Opieki Społecznej im. Garczyńskich, ul. Nowowiejskiego/Sporna, po II wojnie nieszczęśliwie przebudowany z dewastacją idei założenia (1934),

### Powojenne
- Dom Żołnierza przy ul. Ratajczaka (1937) i jego odbudowa (1949),
- Szpital Onkologiczny na Garbarach (1947–1948),
- odbudowa Starego Miasta w Poznaniu po zniszczeniach wojennych,
- kościół Dominikanów (1947–1962),
- szkoły podstawowe na Jeżycach (ul. Szamarzewskiego, 1948) i Ratajach (ul. Wioślarska, 1949),
- Wojewódzka Przychodnia Specjalistyczna, ul. Słowackiego (1948),
- Collegium Martineum przy ul. Święty Marcin – dawny gmach Komitetu Wojewódzkiego Polskiej Zjednoczonej Partii Robotniczej (1949–1950),
- projekt odbudowy Biblioteki Raczyńskich (1950),
- drobne zabudowania przy klasztorze Dominikanów (gospodarcze, ogród, loggia, 1962 i 1965),
- garaż przy domu własnym architekta (ul. Grunwaldzka 117, 1968)[10].

## Konkurs Poznańskiego Oddziału SARP
Poznański Oddział Stowarzyszenia Architektów Polskich od 1984 r. organizuje Konkurs im. Janiny i Władysława Czarneckich (do 2022 r. konkurs nosił nazwę Konkursu im prof. arch. Władysława Czarneckiego) na najlepszą pracę semestralną z dziedziny urbanistyki, architektury i projektowania wnętrz, którego celem jest wybranie i nagrodzenie najlepszych projektów semestralnych.
Konkurs adresowany jest do studentów Wydziału Architektury Politechniki Poznańskiej oraz (od 2006 r.) Wydziału Architektury i Wzornictwa Akademii Sztuk Pięknych.